# Eden Blues
Eden Blues is een computerspel dat werd ontwikkeld en uitgegeven door ERE Informatique. Het spel kwam in 1987 uit voor de Amstrad CPC, Atari ST en de PC Booter. De speler zit vast in een gevangenis dat wordt bewaakt door robots. Het doel is de robots op ieder hun eigen manier af te leiden en te ontsnappen uit het doolhof. Het spel kan met het toetsenbord en de muis bestuurd worden.

## Platforms
| Platform    | Jaar |
| ----------- | ---- |
| Amstrad CPC | 1987 |
| Atari ST    | 1987 |
| PC Booter   | 1987 |